# Пяозеро
Пя́озеро (Пя-озеро, Пу́возеро) (фин. Pääjärvi) — крупное пресноводное озеро на севере Республики Карелия в Лоухском районе.
Является частью Кумского водохранилища. В нынешнем виде озеро существует с 1966 года, когда в результате постройки плотины на р. Кума в 1966 году, уровень воды в среднем поднялся на 9 м, что привело, в том числе, к затоплению нескольких близлежащих деревень, жители которых были переселены в другие посёлки.

## География
По сравнению с соседним Топозером, средняя глубина на Пяозере больше, а вода летом теплее. Рельеф дна сложный, грунты дна в основном илистые. Берега возвышенные, каменисто-песчаные, покрыты лесом. На южном побережье встречаются низкие, заболоченные участки берега.
На озере 66 островов общей площадью 96,1 км². На самых крупных островах (Вочкала, Малошуари, Лайдошуари, Талвишуари, Майяшуари, Лупчанга) стоят избы, в которых живут рыбаки, выезжающие на озеро на промысел. На большие острова, такие как Вуошкалошуари, выезжают также за ягодами.

## Растительный и животный мир
В озере водится гигантская кумжа, налим, щука, хариус, язь, окунь, плотва, лещ, сиг, палия, ряпушка. Высшая растительность представлена значительными зарослями тростника в заливах.

## Судоходство
С 1948 года имелись пассажирские линии — по озеру ходил Листербот Управления по транспортному освоению малых рек и озёр. С 1958 года Беломорско-Онежское пароходство открыло линию Софпорог-Зашеек мотокатера МК-13, которого сменил в 1960 году теплоход «Лосось». Линия работала до конца 1980-х годов.

## Название
Топоним финского происхождения. Пяаярви состоит из слов пя́а (фин. pää) — голова и я́рви (фин. järvi) — озеро. Эти слова совпадают по лексическому значению с северным диалектом карельского языка. Таким образом Пяаярви или Пяозеро означает головное, главное озеро, куда впадает большинство рек.

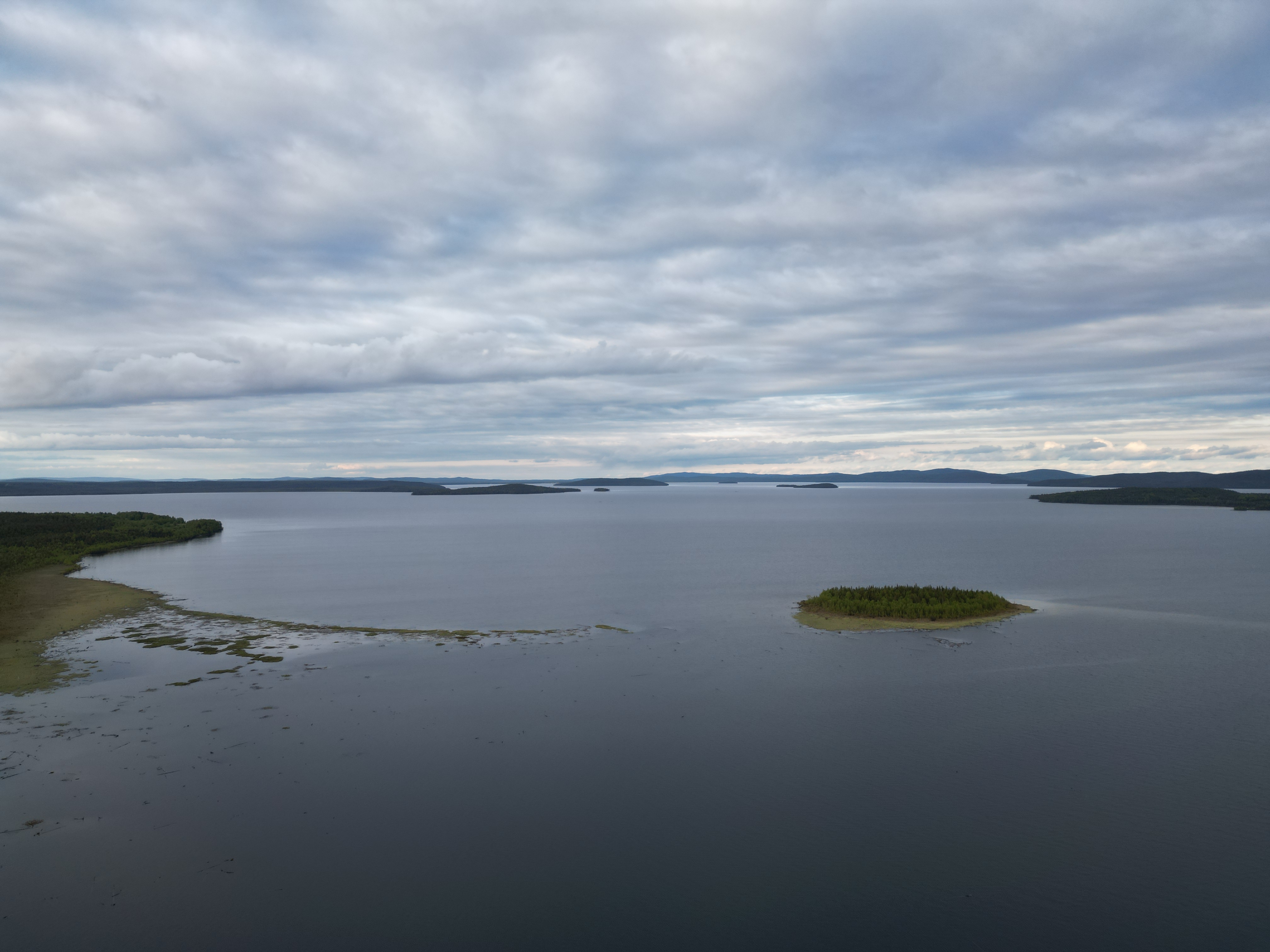
Фото Пяозеро с дрона
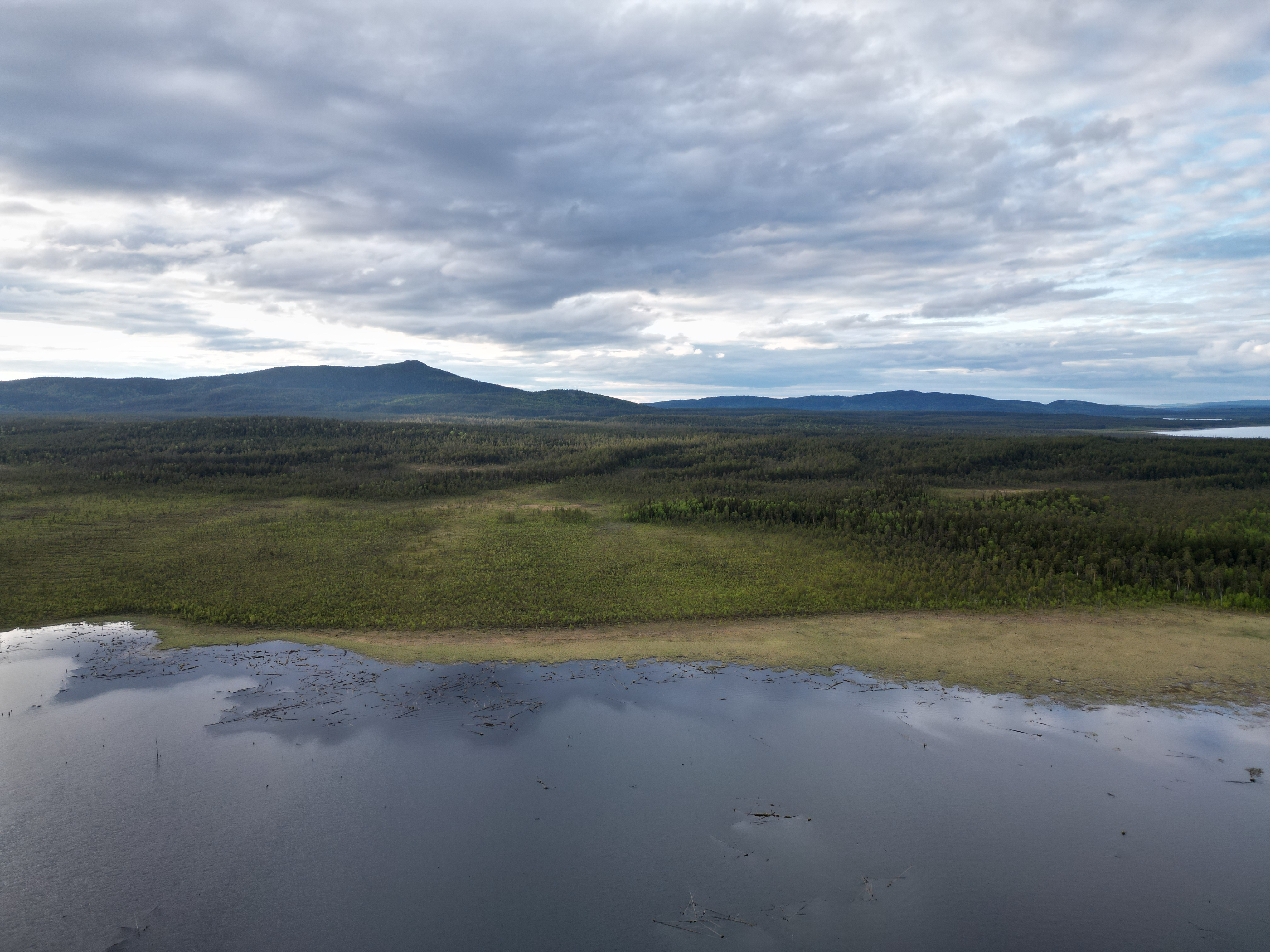
Фото Пяозеро